# 真説エロティック・ゴースト・ストーリー/覇王ウーチュンの逆襲
『真説エロティック・ゴースト・ストーリー/覇王ウーチュンの逆襲』（原題：聊斎色譚續集:五通神、英：Erotic Ghost Story II）は、1991年に製作された香港映画。アンソニー・ウォン主演。シリーズ第2作。日本では劇場未公開。
日本でのDVD題は『真説エロティック・ゴースト・ストーリー2/覇王ウーチュンの逆襲』。

## キャスト
- ウーチュン：アンソニー・ウォン
- 一条さゆり
- 工藤ひとみ
- マン・スー
- 陳嘉玲（チャーリン・チャン）
- エイミー・イップ